# تانكت

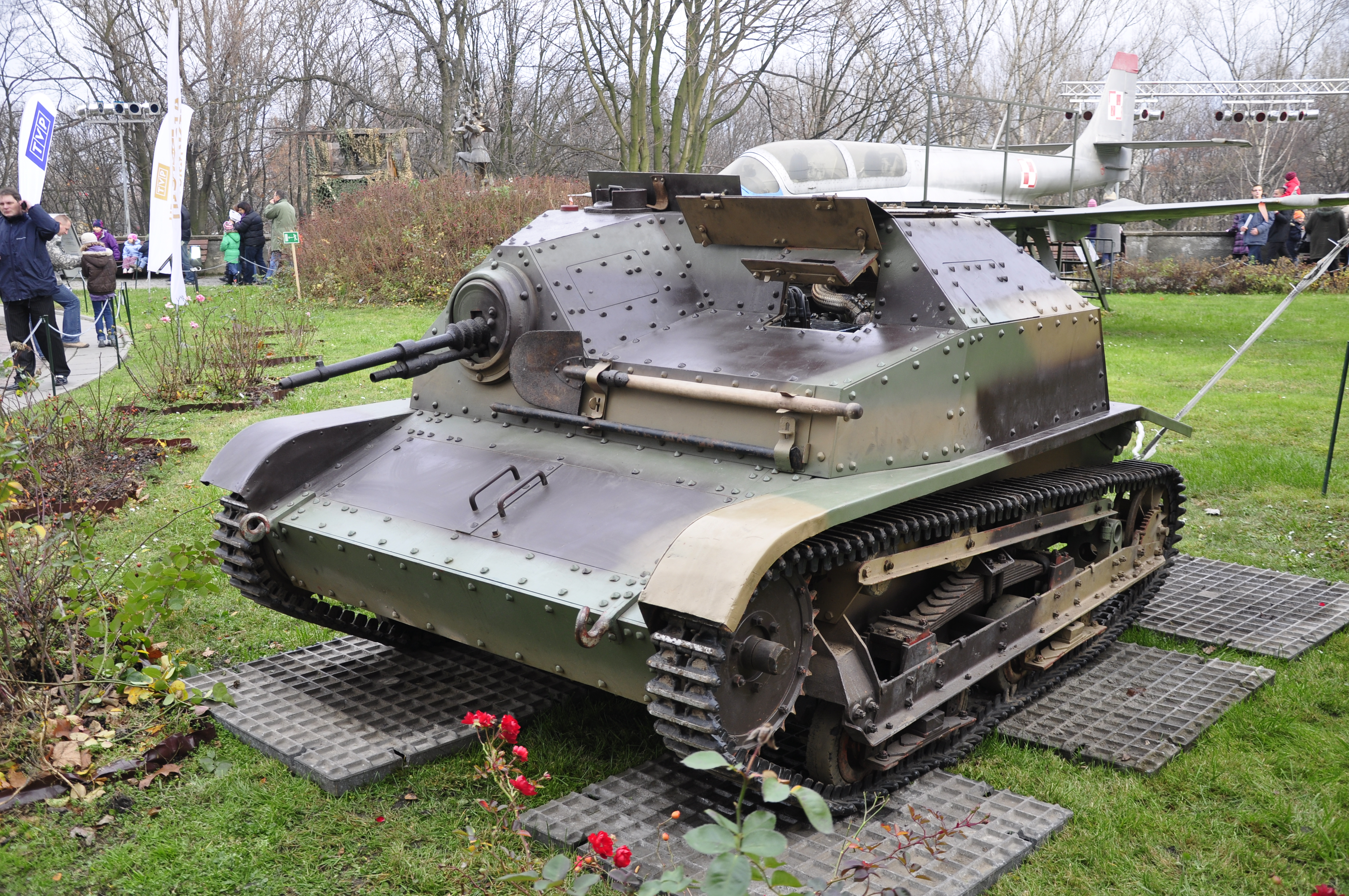
تي كي إس تانكت بولندية

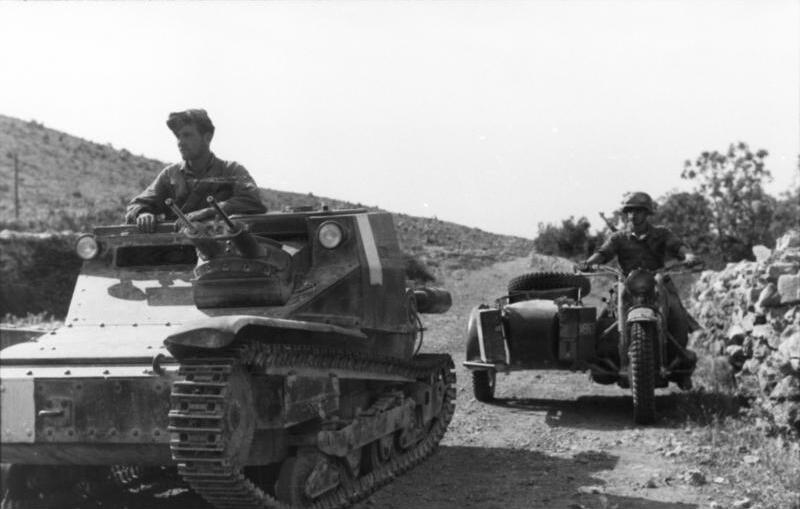
كارو فيلوتشي 35 تانكت إيطالية

تانكت (بالإنجليزية: Tankette)‏ هي مدرعة قتالية مجنزرة  وتعد نوع من الدبابات الصغيرة التي تكون أصغر من الدبابات الخفيفة، وتتميز دبابات التانكت بخفة تدريعها وصغر حجمها. وهي تستخدم بشكل أساسي لدعم قوات المشاة أو لأغراض الاستطلاع وغالبا ما يقتصر تسليح دبابات التانكت على رشاش أو اثنين وقلما تزود بمدافع، صممت العديد من الدول دبابات تانكت خلال عقد العشرينات وحتى الأربعينيات من القرن العشرين. وشهدت بعض هذه التصاميم أدوارا قتالية لكن مع القليل من النجاح. تتميز دبابات التانكت بخفة تدريعها وقلة تكاليف إنتاجها أقل حيث لا يزيد وزنها في المتوسط عن 3 طن.
تم التخلي لاحقا عن هذا النوع من المركبات لعدم جدواه وضعفه أمام الأسلحة المضادة للدروع بل وأمام المدافع الرشاشة واستبدلت مركبات التانكت بالسيارات المصفحة لكي تقوم بنفس الدور.

## هامش
1. ↑  The Revolution After Next: Making Vertical Envelopment by Operationally Significant Mobile Protected Forces a Reality in the First Decade of the 21st Century نسخة محفوظة 2012-02-13 على موقع واي باك مشين., Tedesco, Vincent J. III; Major, School of Advanced Military Studies، United States Army Command and General Staff College، Fort Leavenworth, United States, 2000, Page 15
2. ↑  John Joseph, P83

## مصدر
- Iron Arm: The Mechanization of Mussolini's Army, 1920-1940 John Joseph Timothy Sweet